# Вили Ворен
Вили Ворен (енгл. Willie Warren; Далас, Тексас, 22. октобар 1989) је амерички кошаркаш. Игра на позицијама плејмејкера и бека. 

## Биографија
Колеџ кошарку играо је на Универзитету Оклахома за екипу Оклахома сунерса у периоду од 2008. до 2010. године. У овом тиму саиграч му је био Блејк Грифин са којим ће касније бранити и боје Клиперса. Универзитет је напустио после само две године како би се пријавио на НБА драфт 2010. године. На драфту су га изабрали Лос Анђелес клиперси као 54. пика.
Одмах у јулу 2010. потписао је за Клиперсе и у њиховим редовима остао је до децембра 2011. године. За овај тим одиграо је 19 утакмица, а одређени период почетком 2011. провео је и на позајмици у екипи Бејкерсфилд џем из НБА развојне лиге. Након што је отпуштен из Клиперса поново се вратио у развојну лигу, али овога пута играо је за Рио Гранде Вали вајперсе. 
Сезону 2012/13. провео је у израелском Макабију из Ришон Лециона. Лета 2013. прешао је у мађарски Солнок Олај. Боравак у Солноку окончао је 28. фебруара 2014. године, а већ неколико дана касније пронашао је ангажман у Италији - и то у Виртусу из Болоње у коме се и задржао до краја те сезоне. 
Од 2014. до 2017. године играо је у Кини. Сезону 2014/15. је провео у екипи Чунгкинг флај драгон. У августу 2015. потписао је једногодишњи уговор са Џеђанг голден булсима. Касније је сарадњу са овим клубом продужио за још једну сезону.
Током 2017. је кратко играо за Петрохими Бандар Имам.